# Misurazione di prestazioni
La misurazione di prestazioni (in lingua inglese performance measurement), nell'economia aziendale, indica la misurazione dell'andamento delle prestazioni di un sistema aziendale o di una sua componente, come un individuo, un gruppo di persone, o una rete di processi aziendali. 

## Generalità
L'esistenza di definizioni alternative di prestazione si riflette nell'esistenza di diversi indicatori di prestazione (in inglese performance indicators) e di diversi modi per misurare operativamente questi inidicatori. Ad esempio, la commissione europea ha pubblicato nel 2007 degli standard per la misurazione delle prestazioni, identificando una lista di 71 indicatori di prestazione (si veda EN 15341). Altro esempio di standard per la misurazione delle prestazioni si possono trovare nelle direttive del 1999 del US Federal Government—National Partnership for Reinventing Government, USA; Balancing Measures: Best Practices in Performance Management, August 1999.
La definizione di metodi e modelli per la misurazione delle prestazione organizzative è un'attività molto popolare in ambito accademico e dipende fortemente dal contesto in cui avviene la misurazione delle prestazioni. Ad esempio Stenström e colleghi definiscono una lista di indicatori di prestazione delle infrastrutture ferroviarie e Mendibil e colleghi un metodo per la selezione di misure operative. Tuttavia la letteratura ha cercato di definire sistemi di misurazione delle prestazioni che possano essere utilizzati da diverse organizzazioni, detti sistemi di misurazione delle prestazioni.
Questa misurazione avviene attraverso degli indicatori chiave di prestazione, anche detti in inglese Key Performance Indicators, che sono strettamente legati alla strategia dell'istituzione e sono identificabili tramite metriche misurabili, espresse da una formula e un numero, utilizzate dalle organizzazioni per quantificare elementi utili al controllo della stessa e di sotto-unità.

## La misurazione della prestazione
Nonostante le difficoltà di definire in modo universale cosa si intenda per prestazione (per una discussione, vedere ad esempio), la misurazione delle prestazioni si fonda sui concetti cardine di efficienza (in inglese efficiency) ed efficacia (in inglese effectiveness), ai quali si sono aggiunti nel tempo i concetti di economia. ed efficacia per l'utente (in inglese efficacy) La definizione del concetto è un tema altamente dibattuto in letteratura. Infatti, essendo strettamente associato al concetto di raggiungimento di obiettivi, il concetto di prestazione è altamente multi-dimensionale e può cambiare in base alla prospettiva dell'organizzazione e degli attori che hanno interesse nell'operatività dell'organizzazione, anche detti stakeholder. Ad esempio, le prestazioni possono essere di natura finanziaria, come il profitto o rendimento monetario di un'impresa, o di natura non-finanziaria, come lo scostamento rispetto ad un programma di lavoro.
Esistono diverse definizioni di misurazione di prestazioni, che tendono a variare in base al motivo per cui la prestazione viene misurata. A titolo d'esempio:
- Nel 2002, Moullin definì la misura di prestazioni con riferimento al futuro dell'organizzazione come "il processo di valutazione di quanto le organizzazioni si gestiscano bene e il valore che generano per i loro clienti e i loro stakholder"[13]
- Nel 2002, Neely et al. fornirono una definizione più operativa della misura di prestazione con riferimento come "il processo di quantificazione di efficienza ed efficacia delle azioni passate"[14]
- Nel 2007, l'ufficio federale del Direttore Informatico degli Stati Uniti d'America (in inglese Federal Chief Information Officer of the United States) definì la misurazione di prestazione, con riferimento alla valutazione dell'organizzazione, "la misurazione delle prestazioni stima i parametri rispetto a cui i programmi, gli investimenti e le acquisizioni portano al raggiungimento degli obiettivi prefissati"[15].

Sebbene fornire una definizione univoca di prestazione universalmente applicabile sia complesso e molto dibattuto (per una discussione si veda ad esempio), i seguenti aspetti in merito alla misurazione delle prestazioni emergono dalla letteratura:
- efficienza, definito come "fare la cosa giusta" (in inglese "doing the right thing"[19]), ad intendere la capacità dell'organizzazione di usare le proprie risorse. In questo senso, l'efficienza è una misurazione delle capacità interne dell'organizzazione e di quanto l'organizzazione è capace di convertire tali risorse in risultati. Ad esempio, si può misurare l'efficienza economica della realizzazione di un servizio con indicatori chiave di prestazione quali il costo monetario delle ore impiegate per offrire un certo tipo di servizio[3]. Si può anche definire l'efficienza tecnica, ad esempio relativamente ad un servizio, il numero di ore impiegate per realizzare un certo tipo di servizio[3].
- efficacia, definito come "fare le cose bene" (in inglese "doing things right"[19]), ad intendere la capacità di un'organizzazione di raggiungere un obiettivo specifico prefissato. In questo modo, l'efficacia non è legata al concetto di risorsa o input ma è piuttosto relativa al raggiungimento di un obiettivo, quali ad esempio la capacità di fornire servizi di qualità e di generare soddisfazione dei clienti. Ad esempio, si può misurare l'efficacia della realizzazione di un servizio con indicatori di prestazione che misurano la qualità del servizio offerto, il tempo necessario per erogare il servizio, la flessibilità dell'offerta e nella sostenibilità ambientale e sociale legate del servizio[3].

Sebbene differenti, i due concetti sono strettamente legati e, se usati congiuntamente, possono essere utilizzati per la misurazione, valutazione e controllo delle prestazioni di un'organizzazione e fornire informazioni rilevanti sulla gestione delle prestazioni di un'organizzazione.
Diverse ricerche aggiungono ulteriori aspetti chiave per la misurazione delle prestazioni. Ad esempio, Otley presenta nel 2001 il modello delle 3E che aggiunge ai concetti di efficacia ed efficienza il concetto di economia, ad indicare la capacità dell'organizzazione di acquistare risorse e input come materie prime, ma anche persone. Un ulteriore arricchimento del precedente modello è opera di Mason e colleghi che aggiunge un quarto concetto detto in inglese efficacy. Nonostante si possa tradurre in italiano con "efficacia", termine che viene già associato al concetto di effectiveness, il termine efficacy indica l'abilità dell'organizzazione di fornire un prodotto o servizio di interesse per l'utente. In questo modo il modello di Mason tiene conto non solo della capacità dell'organizzazione di raggiungere un obiettivo prefissato (effectiveness) ma anche della capacità di ottenere un risultato che sia rilevante per chi dovrà beneficiarne (efficacy). Tenendo conto di questo quarto concetto di efficacy, il modello di Mason permette di misurare la prestazione di un'organizzazione in termini di capacità di massimizzare la qualità dei servizi offerti (effectiveness), ottimizzare l'uso delle risorse (efficiency), ridurre i costi di acquisto delle risorse stesse (economy) e rispondere alle necessità ed ai bisogni del mercato (efficacy).
Aspetti della misurazione delle prestazioni che sono di più recente interesse sono legati a temi di digitalizzazione e gestione di Big Data e sostenibilità ambientale.

## Sistemi di misurazione
Un sistema di misurazione delle prestazioni (in inglese Performance Measurement System, spesso citato come PMS) è un insieme di strumenti di misura delle prestazioni che possono essere adottati da un'organizzazione per perseguire i propri obiettivi e misurare l'andamento delle prestazioni di un sistema aziendale o di una sua componente, come un individuo, un gruppo di persone, o una rete di una o più processi aziendali.
Nati nel secolo XII come sistemi di contabilità per registrare transazioni, tenere traccia degli inventari ed in generale tenere traccia delle informazioni gestionali necessarie per condurre le proprie attività commerciali, l'uso dei sistemi di misurazione delle prestazioni evolve radicalmente a partire dalla prima rivoluzione industriale. Infatti, per rispondere ai rischi e alle incertezze poste dalla rivoluzione, emerse il bisogno di avere strumenti chiari di contabilità (in inglese accounting) e di utilizzarli anche per la pianificazione delle attività e per il supporto alle decisioni. L'adozione di metriche di misurazione diventa necessaria con la seconda rivoluzione industriale, quando le produzioni di massa spinsero alla decentralizzazione della gestione organizzativa, alla definizione di nuove procedure di budgeting e contabilità e alla diffusione in larga scala di indicatori di prestazioni finanziarie.
Sebbene strumento fondamentale per il supporto alle decisioni, l'adozione di sistemi di misurazione delle prestazioni finanziarie lasciò emergere la limitazione di questi sistemi per il supporto alle decisioni, in quanto generalmente legati ad attività passate e non in grado di cogliere aspetti complessi dell'organizzazione, quali la motivazione dei dipendenti. Per questi motivi, alcuni ricercatori iniziarono ad esplorare la possibilità di diffondere l'uso di indicatori per la misurazione di prestazioni non-finanziarie. L'importanza di misurare la soddisfazione dell'utente, la qualità dell'offerta, la sua flessibilità e il suo livello di innovazione, contribuirono all'idea di multidimensionalità della prestazione e alla necessità di sviluppare sistemi avanzati in grado di considerare anche l'ambiente esterno all'organizzazione.
Questo approccio olistico alla misurazione, portò alla diffusione tra gli anni 1980 e 1990 di diversi schemi (in inglese framework) di riferimento per la misurazione delle prestazioni di diverse organizzazioni, che potessero supportare le organizzazioni nella definizione di un insieme di indicatori di la misurazione delle prestazioni organizzative. Alcuni dei principali modelli sono riportati nelle sezioni successive.

### Matrice di misurazione di prestazioni

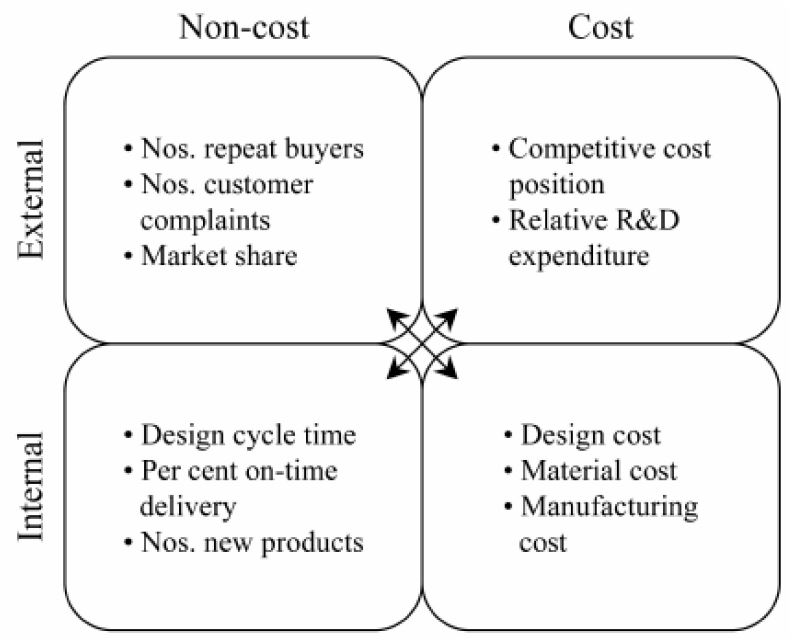
schema del modello per la misurazione delle prestazioni del 1989 di Keegan e colleghi della matrice di misurazione di prestazioni

Introdotta nel 1989 da Keegan e colleghi la matrice di misurazione di prestazioni (in inglese Performance Measurement Matrix) modella il concetto di prestazione in quattro dimensioni, separando concetti legati ai costi da concetti non legati ai costi e separando aspetti interni all'organizzazione da aspetti esterni. Il modello prevede di procedere alla definizione di indicatori di prestazioni per ciascuna delle quattro dimensioni, a partire dalla strategia dell'impresa. Il modello coglie diversi aspetti delle prestazioni ed è di facile applicazione ma criticato in termini di flessibilità degli indicatori di prestazioni e in termini di relazioni tra le quattro dimensioni.

### Schema risultati-determinanti
Introdotto nel 1991 da Brignall e colleghi per il settore dei servizi, lo schema risultati-determinanti (in inglese Results-Determinants Framework) descrive il concetto di prestazione rispetto a sei dimensioni, ovvero: prestazione finanziaria, competitività, qualità, flessibilità, utilizzo delle risorse e innovazione. In questo modo, il modello tiene conto di indicatori finanziari e non, interni e non, e relativi sia all'utente finale che alle organizzazioni concorrenti, che possono mostrare interessanti trade-off. Visto che prestazione finanziaria e competitività si riferiscono all'implementazione della strategia dell'organizzazione, queste due dimensioni vengono chiamate risultati, mentre tutte le altre sono dette determinanti poiché contribuiscono alla realizzazione dei risultati. In questo modo, il modello enfatizza la causalità tra prestazioni.

### SMART pyramid

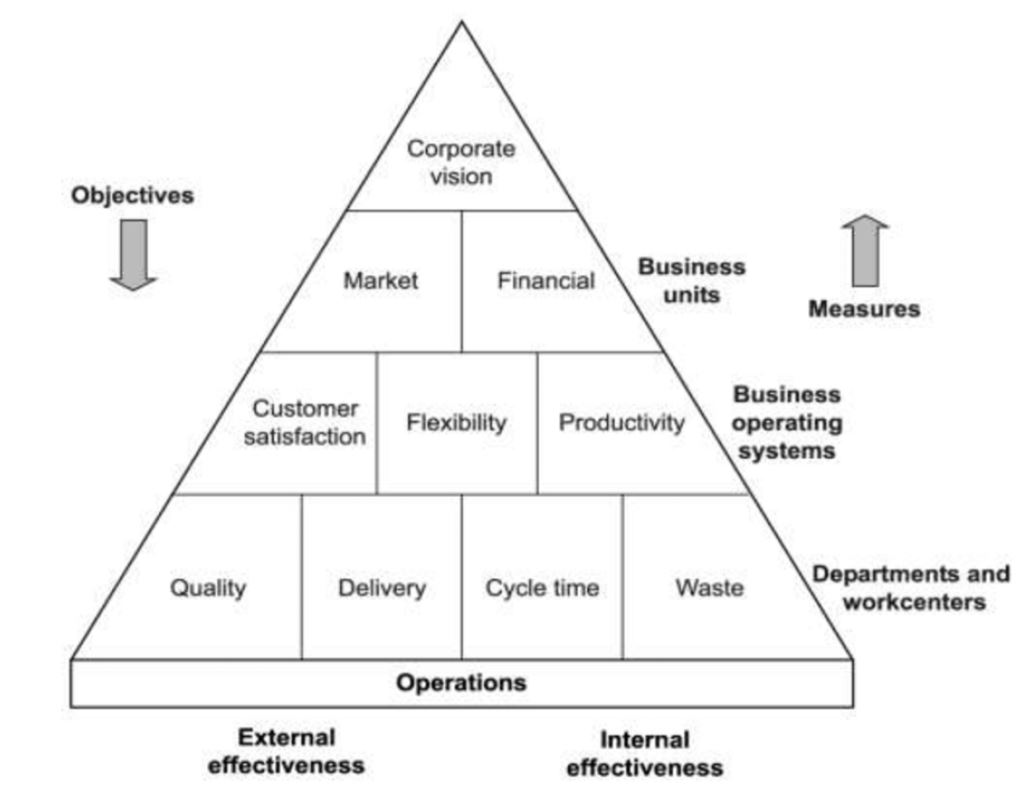
SMART Pyramid model by Cross & Lynch 1988 to measure the performances of an organization.

Introdotta nel 1988 da Cross e Lynch per il settore manifatturiero, la piramide SMART (in inglese SMART Pyramid) prende il nome dall'acronimo di strategic measurement analysis (in italiano analisi della strategia d'impresa) e reporting technique (in italiano tecniche per la relazione d'impresa). Il modello è volto a considerare le prestazioni organizzative rispetto a dieci dimensioni: quality, delivery, cycle time, waste, customer satisfaction, flexibility, productivity, market, financial, corporate vision. L'organizzazione piramidale è volta a rendere graficamente la gerarchia tra dimensioni: se letta dall'alto verso il basso, la piramide fornisce incazioni sugli obiettivi dell'organizzazione; se letta dal basso verso l'alto, la piramide fornisce un modello per la definizione di indicatori di prestazione. Grazie a questa struttura gerarchica, il modello mette in evidenza in modo esplicito il collegamento tra strategia d'impresa e attività operative che l'impresa svolge quotidianamente.

### Scheda di valutazione bilanciata
Introdotta nel 1992 da Kaplan e Norton, la scheda di valutazione bilanciata (in inglese balanced scorecard, spesso citata con la sigla BSC) modella le prestazioni organizzative secondo quattro dimensioni: finanziaria, interna, cliente, innovazione e apprendimento. L'obiettivo del modello è tradurre le strategie competitive in misure di prestazione (scorecard) assicurando l'equilibrio (balance) tra le prestazioni di breve termine, misurate attraverso parametri di natura finanziaria, e quei fattori non finanziari che dovrebbero condurre l'impresa a prestazioni competitive superiori e sostenibili nel tempo. Nel modello, gli autori associano delle domande fondamentali a ciascuna delle dimensioni, per permettere la traduzione di visione, missione e strategia dell'organizzazione in obiettivi di misurazione delle prestazioni. Per facilitare la comprensione dell'adozione operativa del modello, gli autori definiscono anche una mappa strategica (in inglese Strategy Map) che indica come operare ed evidenzia i fattori cruciali per il successo. La formulazione esplicita delle domande chiave e degli obiettivi della misurazione è annoverata tra le principali caratteristiche che rendono la balanced scorecard uno strumento importante per la gestione organizzativa. Inoltre, rispetto ai precedenti il modello suggerisce un limite massimo tra i 15 ed i 20 indicatori per ogni dimensione di prestazione per ridurre il rischio di informazioni ridondanti nel modello. Le principali critiche al modello sono relative all'assenza di una dimensione di misurazione della competitività e dunque una carenza di supporto allo sviluppo operativo.

### Altri modelli
Nel 2001 Neely e colleghi propongono il prisma delle prestazioni (in inglese Performance Prism) che tiene conto di cinque dimensioni di prestazione: soddisfazione degli stakeholder, strategie, processi, capacità, contributo degli stakeholder. Il modello adotta un approccio alla misurazione delle prestazioni centrato sugli attori interessati all'organizzazione (stakeholder), che non sono limitati a clienti o concorrenti ma si estendono anche ad impiegati, regolatori e comunità.
Nel 2017 Appelbaum e colleghi propongono il modello Managerial Accounting Data Analytics, spesso citato con l'acronimo MADA. Il modello è introdotto dagli autori per fare fronte alle novità derivanti dai Big data e dai nuovi sistemi tecnicologi per la loro analisi predittiva ed alla necessità di avere indici chiave di prestazioni dinamici. Per questo motivo, il modello collega possibili fonti di dati (interni ed esterni) e di metodi di analisi (descrittiva e prescrittiva) con le principali funzioni della gestione della contabilità (management accounting), ovvero contabilità (cost accounting), misurazione delle prestazioni (performance measurement) e pianificazione e decisione (planning and decision making).